# Денисковицька сільська рада
Денисковицька сільська́ ра́да (біл.Дзяні́скавіцкі сельсавет)— адміністративно-територіальна одиниця у складі Ганцевицького району Берестейської області Білорусі. Адміністративний центр і єдиний населений пункт— село Денисківці.
Створена12 жовтня 1940 року в Ганцевицькому районі Пінської області. З 08.01.1954 — у Берестейській області. 22 грудня 1959 року село Будча передано Чудинській сільській раді  З 25 грудня 1962 року по 30 липня 1966 року в Ляховицькому районі.

## Населення
За переписом населення Білорусі 2009 року чисельність населення сільської ради становить 1223 особи, з них 1210 білоруси, 5 росіян, 1 поляк, 1 українець. 

## Склад
У складі сільської ради село Денисківці.